# Augèr de Berbedà
Augèr de Berbedà (segle xiii – segle xiv), senyor de Lés, fou un noble aranès.
Augèr de Berbedà fou, en el marc de la Croada contra la Corona d'Aragó, el líder aranès que va donar suport a Eustaqui de Beaumarchais, el senescal de Tolosa per envair la Vall d'Aran amb un exèrcit que comptava entre 300 i 500 homes. Entre l'1 i l'11 de novembre de 1283 van ocupar completament la vall, incendiant el castell de Lés, on s'havien concentrat els partidaris de mantenir-se a la Corona d'Aragó, i destruint el castell d'Entransaigües.